# Leptosittaca branickii
El perico paramuno o aratinga de pinceles (Leptosittaca branickii) es una especie de ave psitaciforme de la familia Psittacidae que puebla las selvas andinas de Colombia, Ecuador y parte del Perú.

## Descripción
Posee un plumaje de color verde intenso, con una franja anaranjada en la frente que se alarga debajo de los ojos hasta formar un penachito de plumas amarillas detrás del oído. La punta de las alas en la parte superior es azulada y la parte inferior es grisácea; el abdomen está bañado de naranja o amarillo y bajo la cola el plumaje es pardo rojizo. Las patas son grises y el pico es pardo grisáceo. Mide en promedio 35 cm de longitud.

## Hábitat
Habita en el bosque nuboso y el bosque enano, entre los 2.400 y 3.400 m s. n. m. (metros sobre el nivel del mar); ocasionalmente se encuentra a altitudes menores. Algunas poblaciones son nómadas, posiblemente debido a su dependencia, para su alimentación, de los conos de Podocarpus y Prumnopitys. Anida en palmas de cera; la anidación probablemente corresponde a la disponibilidad de alimentos y no es estacional.